# HD 113847
HD 113847，又名BD+46 1847，SAO 44465、HR 4945，是一颗恒星，视星等为5.63，位于銀經114.85，銀緯71.63，其B1900.0坐标为赤經13h 1m 22.3s，赤緯+45° 71.63′ 12″。